# Укрытие (ЧАЭС)

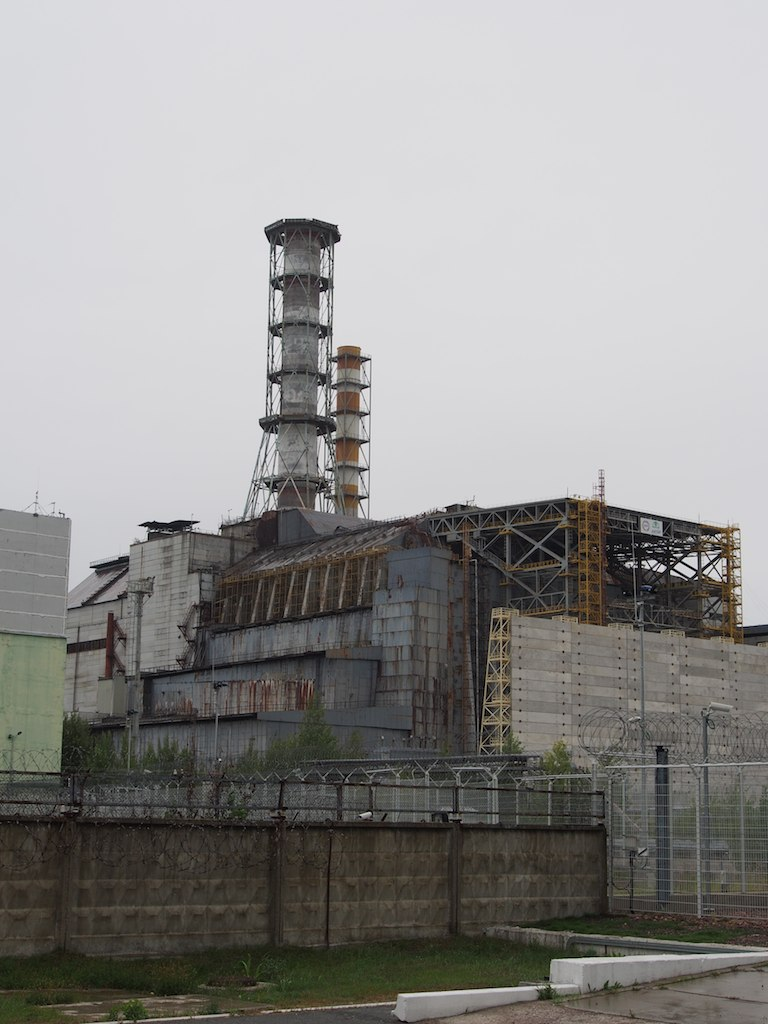
Объект «Укрытие» с металлическими конструкциями усиления (МКУ) над 4-м энергоблоком ЧАЭС. Фото 2013 года.

Объект «Укрытие» (также известен под названием «Саркофаг») — изоляционное сооружение над четвёртым энергоблоком  Чернобыльской атомной электростанции, построенное в период с мая по ноябрь 1986 года после взрыва реактора 4-го энергоблока. На строительство ушло 400 тысяч кубометров бетонной смеси и 7000 тонн металлоконструкций. Было построено в кратчайшие сроки — 206 дней. В постройке сооружения было задействовано 90 тысяч человек. Автор и технический руководитель проекта —  В. А. Курносов, научный руководитель проекта — В. Г. Асмолов, руководитель монтажных работ — В. И. Рудаков. Основной целью сооружения объекта «Укрытие» была изоляция разрушенного блока от окружающей среды для уменьшения переноса радиоактивной пыли и аэрозолей.  При постройке срок службы сооружения прогнозировался в 20—40 лет.
В 1996 году было начато сооружение МКУ — металлических конструкций усиления — для стабилизации конструкций объекта «Укрытие». Работы были завершены в 2007 году.

## Строительство нового укрытия

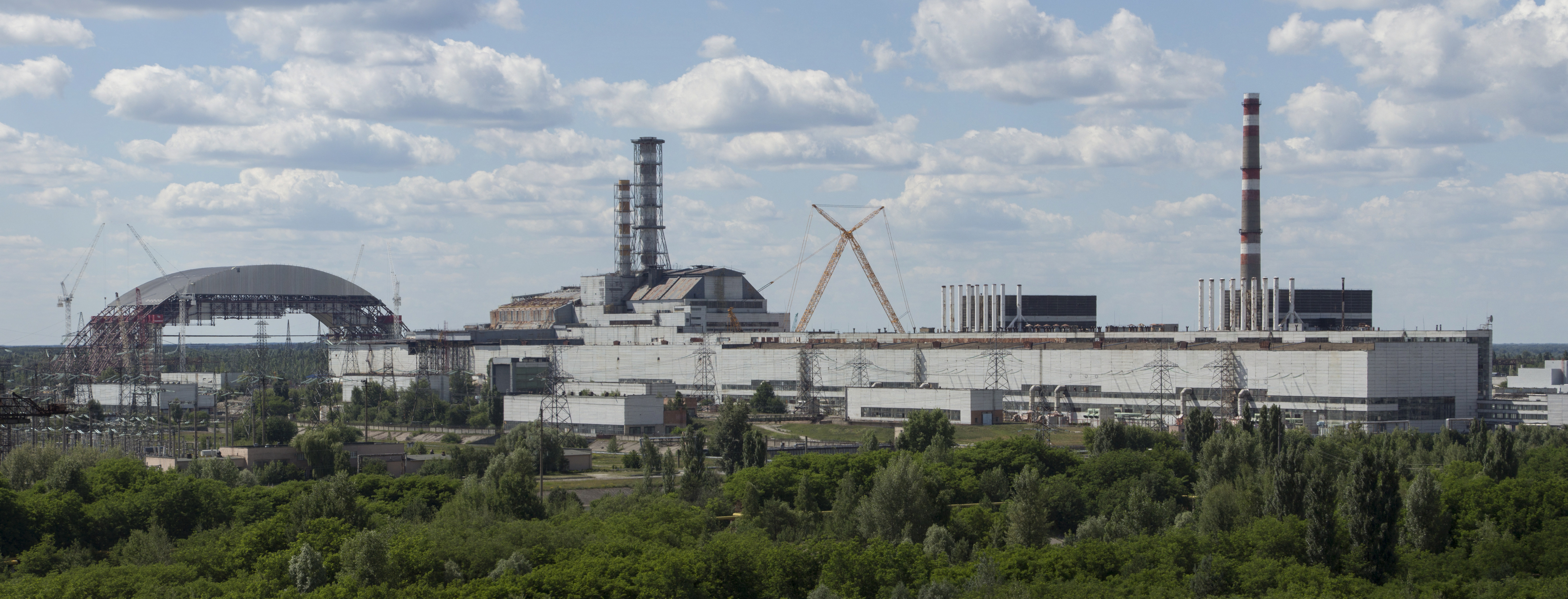
Панорама ЧАЭС, слева — строящийся НБК, в середине — 4-й и 3-й энергоблоки

В настоящее время в связи со следующими причинами над объектом «Укрытие» построено ещё одно защитное сооружение, получившее название Новый безопасный конфайнмент (НБК).
- Нестабильность некоторых конструкций объекта «Укрытие»;
- Негерметичность объекта «Укрытие» и поступление в руины блока осадков, превращающихся в жидкие радиоактивные отходы, скапливающиеся на нижних отметках второй очереди;
- Перенос радиоактивных частиц и аэрозолей из-за наличия в объекте «Укрытие» дыр общей площадью около 1000 м2.

Новый объект представляет собой стальную конструкцию с размером основания 260 метров на 165 метров и высотой 110 метров, весом 36,2 тысячи тонн, под которой поместился старый саркофаг и вспомогательные сооружения. В ноябре 2016 года НБК был перемещён из зоны монтажа и занял проектное положение над «Саркофагом». Объект планировалось сдать в эксплуатацию к ноябрю 2017 года, однако дата сдачи была перенесена на 2018 год. 10 июля 2019 года НБК был введён в эксплуатацию.